# Oak Trail Shores
Oak Trail Shores és una concentració de població designada pel cens dels Estats Units a l'estat de Texas. Segons el cens del 2000 tenia 2.475 habitants.

## Demografia
Segons el cens del 2000, Oak Trail Shores tenia 2.475 habitants, 934 habitatges, i 665 famílies. La densitat de població era de 380,7 habitants/km².
Dels 934 habitatges en un 29,7% hi vivien nens de menys de 18 anys, en un 54,7% hi vivien parelles casades, en un 9,7% dones solteres, i en un 28,8% no eren unitats familiars. En el 23,7% dels habitatges hi vivien persones soles el 9,1% de les quals corresponia a persones de 65 anys o més que vivien soles. El nombre mitjà de persones vivint en cada habitatge era de 2,65 i el nombre mitjà de persones que vivien en cada família era de 3,09.
Per edats la població es repartia de la següent manera: un 25,9% tenia menys de 18 anys, un 7,5% entre 18 i 24, un 29,7% entre 25 i 44, un 21,6% de 45 a 60 i un 15,3% 65 anys o més.
L'edat mediana era de 36 anys. Per cada 100 dones de 18 o més anys hi havia 104,8 homes.
La renda mediana per habitatge era de 25.047 $ i la renda mediana per família de 26.077 $. Els homes tenien una renda mediana de 24.250 $ mentre que les dones 11.538 $. La renda per capita de la població era d'11.665 $. Aproximadament el 14,6% de les famílies i el 18,5% de la població estaven per davall del llindar de pobresa.

## Poblacions més properes
El següent diagrama mostra les poblacions més properes.